# فرقة المظليين الخامسة
فرقة المظليين الخامسة ( (بالألمانية: 5. Fallschirmjäger-Division)‏ Fallschirmjäger- أحد فرق فالشيرم يجر (مظليين) في سلاح الجو الألماني ( لوفتفافه ) خلال الحرب العالمية الثانية، وكان نشطًا من 1944 إلى 1945.

## التاريخ التشغيلي
تشكلت فرقة المظلات الخامسة في فرنسا في أوائل عام 1944، بقيادة غوستاف ويلكي، وكانت آخر فرقة تتلقى تدريب فالشيرم يجر كاملاً. كانت تحتوي على أفواج فالشيرم يجر 13 و14 و15، وفوج مدفعية فولشيرجيرجير الخامس.
كان الفوج الخامس عشر فقط جاهزًا خلال معركة نورماندي وتم إلحاقه بشعبة SS Panzergrenadier السابعة عشر في المراحل الأولى من الحملة. تم الالتزام ببقية القسم ببطء في وقت لاحق في يوليو. مني بخسائر فادحة خلال الحملة وتم سحبه بعد ذلك إلى هولندا لإعادة البناء والتجديد.
شاركت الفرقة في معركة الثغرة. بعد الانسحاب عبر ألمانيا، استسلم جزء من الفرقة بالقرب من نوربورغرينغ في منتصف مارس 1945، واستسلمت بقية الفرقة في جيب الرور في أبريل.

## ضابط قيادي
- Generalleutnant Gustav Wilke ، 1 أبريل 1944 - 23 سبتمبر 1944
- اللواء سيباستيان لودفيغ هيلمان، من 23 سبتمبر 1944 إلى 12 مارس 1945
- أوبرست كورت جروشكي، 12 مارس 1945 - أبريل 1945